# Caenis kohli
Caenis kohli is een haft uit de familie Caenidae. De wetenschappelijke naam van de soort is voor het eerst geldig gepubliceerd in 2011 door Malzacher.
De soort komt voor in het Afrotropisch gebied.